# Sonokatalyse
Die Sonokatalyse ist ein Zweig der Sonochemie, der Ultraschall benutzt, um die Reaktionsfähigkeit eines Katalysators in einer homogenen oder heterogenen Katalyse und die Zufuhr von Energie zu beeinflussen. Sie wird normalerweise benutzt, um die Katalyse zu unterstützen. Seit der Erfindung der Sonochemie im Jahre 1927 durch Alfred Lee Loomis und Robert Williams Wood wird dieser Katalysetyp angewandt. Sonokatalyse und Sonochemie beruhen auf dem Ultraschall, der 1794 vom italienischen Biologen Lazzaro Spallanzani entdeckt wurde.

## Prinzip
Die Sonokatalyse ist nicht selbst eine katalytische Technik, sondern unterstützt die Katalyse. Die Sonokatalyse und die Sonochemie beruhen auf dem Phänomen der „akustischen Kavitation“. Sie findet statt, wenn eine Flüssigkeit mit Ultraschall bestrahlt wird. Der Ultraschall verursacht große lokale Schwankungen von Druck und Temperatur und beeinflusst die relative Dichte der Flüssigkeit. Kavitationblasen entstehen, wenn der Druck der Flüssigkeit seinen Sättigungsdampfdruck unterschreitet. Wenn diese Blasen explodieren, wird eine Energie freigesetzt und Kinetische Energie in Wärme transformiert. Die Sonokatalyse kann in einer homogenen oder einer heterogenen Phase stattfinden, wenn der Katalysor in der homogenen oder der heterogenen Phase der Reaktion liegt.

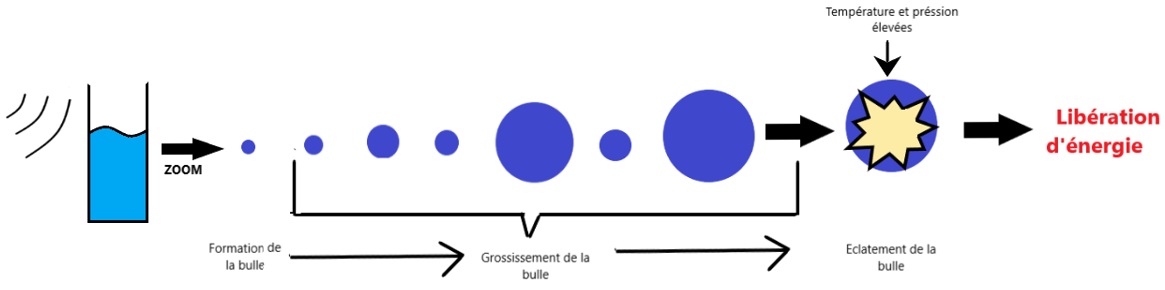
Rückgewinnung von Energie mit der akoustichen Kavitation

Die Explosion der Kavitationblasen schafft extreme lokale Druck- und Temperaturwerte mit Drücken bis zu 1000 atm und Temperaturen bis zu 5000 K, wobei hochenergetische Radikale entstehen können. In einer wässrigen Lösung kann die Explosion der Blasen das Hydroxyl-Radikal {\displaystyle {\ce {HO^{.}}}}und das Wasserstoff-Atom {\displaystyle {\ce {H^{.}}}} erzeugen. Danach können sich diese Radikale verbinden, um verschiedene Arten wie Wasser {\displaystyle {\ce {H2O}}}, Hydroperoxyl-Radikal {\displaystyle {\ce {HO2^{.}}}}, Wasserstoffperoxid {\displaystyle {\ce {H2O2}}} oder Sauerstoff {\displaystyle {\ce {O2}}} zu bilden.
Hier sind die Reaktionen von der Wasserzerlegung mit Ultraschall:
{\displaystyle {\ce {H2O -> HO{.}+ H{.}}}}
{\displaystyle {\ce {.OH + H. -> H2O}}}
{\displaystyle {\ce {.H + O2 ->HO2.}}}

{\displaystyle {\ce {2HO. -> H2O2}}}
{\displaystyle {\ce {2HO2.->H2O2 +O2}}}

{\displaystyle {\ce {H2O +.OH->H2O2 +H.}}}
Die Energie aus Ultraschallbestrahlung unterscheidet sich von der Wärmeenergie. Sie unterscheidet sich in der Dauer und in dem Druck und der Energie, die jedes Molekül bekommt. Zum Beispiel entspricht ein Ultraschall der Frequenz 20 kHz einer Energie von 8,34 × 10−11 eV. Zum Vergleich entspricht ein Laser mit einer 300 nm Wellenlänge einer Energie von 4,13 eV. Der Ultraschall verursacht eine kürzere Reaktionszeit und eine bessere Ausbeute.